# Захват

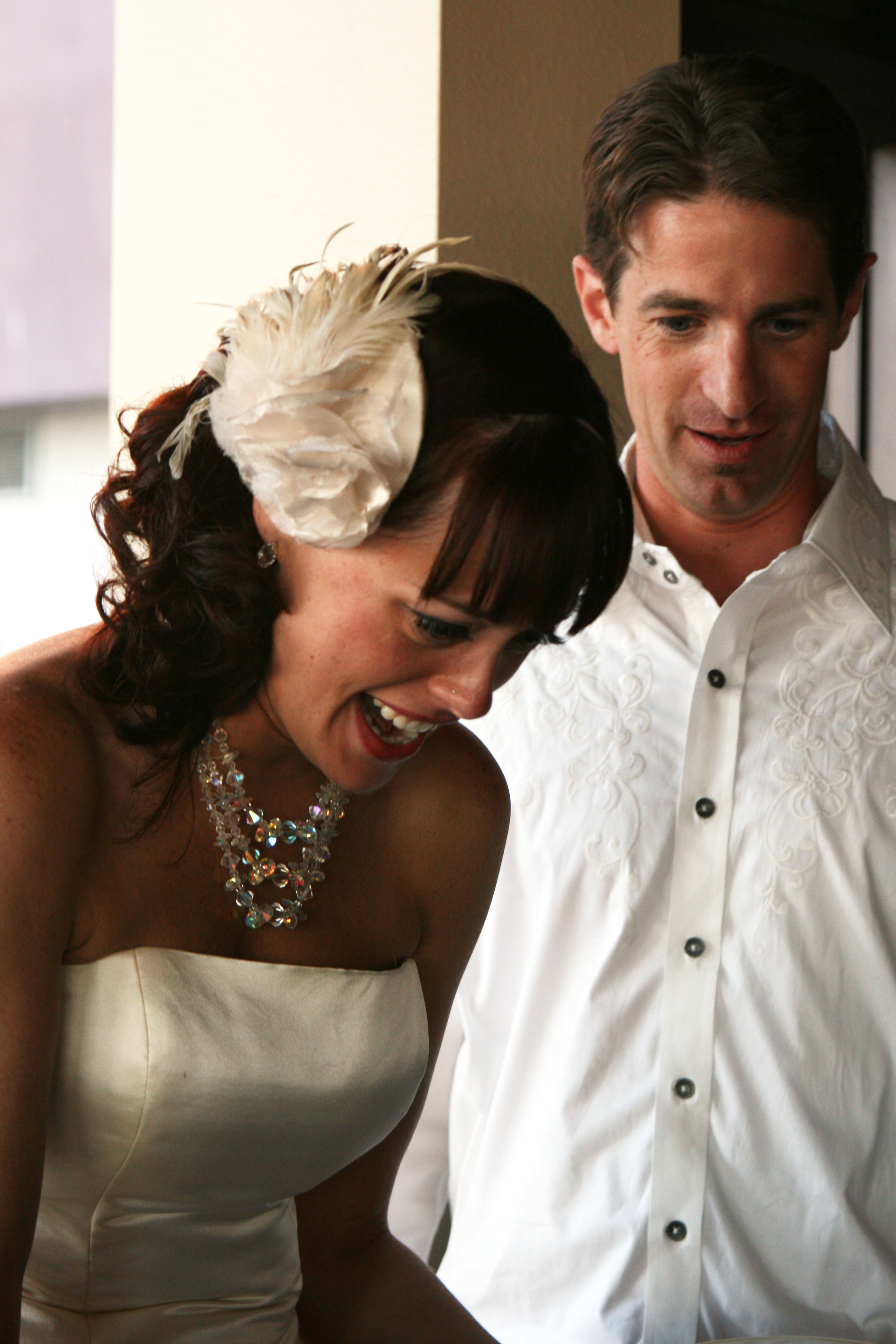
Вираз захвату в жінки

За́хват — велике внутрішнє піднесення, почуття радісного задоволення, стан зачарованості, позитивне емоційне збудження.
Дитина знайомиться з цим почуттям, бувши предметом захоплення батьків. Один з підлітків охарактеризував почуття захвату як «суміш подиву і чогось прекрасного».
Замилування — сильне почуття. Ймовірно, його функція — пробудження ініціативи. Це почуття творче для його носія, воно допомагає людям знаходити один одного і улюблену справу. Людині властиво захоплюватися природою і мистецтвом, а також іншою людиною. Захоплюючись іншою людиною, людина здатна приписати їй властивості, породжені нашою фантазією. Але реальна людина може не відповідати тому образу, який створила фантазія. І тоді на зміну захопленню може прийти розчарування і разом з ним образа на того, ким захоплювалися.